# Helmuth Tades
Helmuth Tades (* 18. Dezember 1929; † 28. Juni 2013 in Wien) war ein österreichischer Jurist.

## Leben
Nach Studium der Rechtswissenschaft und Promotion war Tades Leiter der Zivilrechtssektion im österreichischen Bundesministerium für Justiz.
Gemeinsam mit Robert Dittrich verfasste er zahlreiche Gesetzeskommentare in den Bereichen Bürgerliches Recht und Arbeitsrecht, darunter des Standardkommentars zum Allgemeinen bürgerlichen Gesetzbuch (ABGB) aus der Reihe der Manzschen Kurzkommentare. Auch die von Dittrich-Tades herausgegebene Große Gesamtausgabe des ABGB gilt seit langem als „Klassiker“ für Rechtsanwälte. Zudem war Tades Herausgeber der Sammlung arbeitsrechtlicher Entscheidungen (Arb), die auch in der RDB Rechtsdatenbank abgefragt werden kann.
Tades war seit Ende 1994 im Ruhestand und Träger des Ehrenzeichens der österreichischen Rechtsanwaltschaft.